# Mała Kopka (Tatry Bielskie)

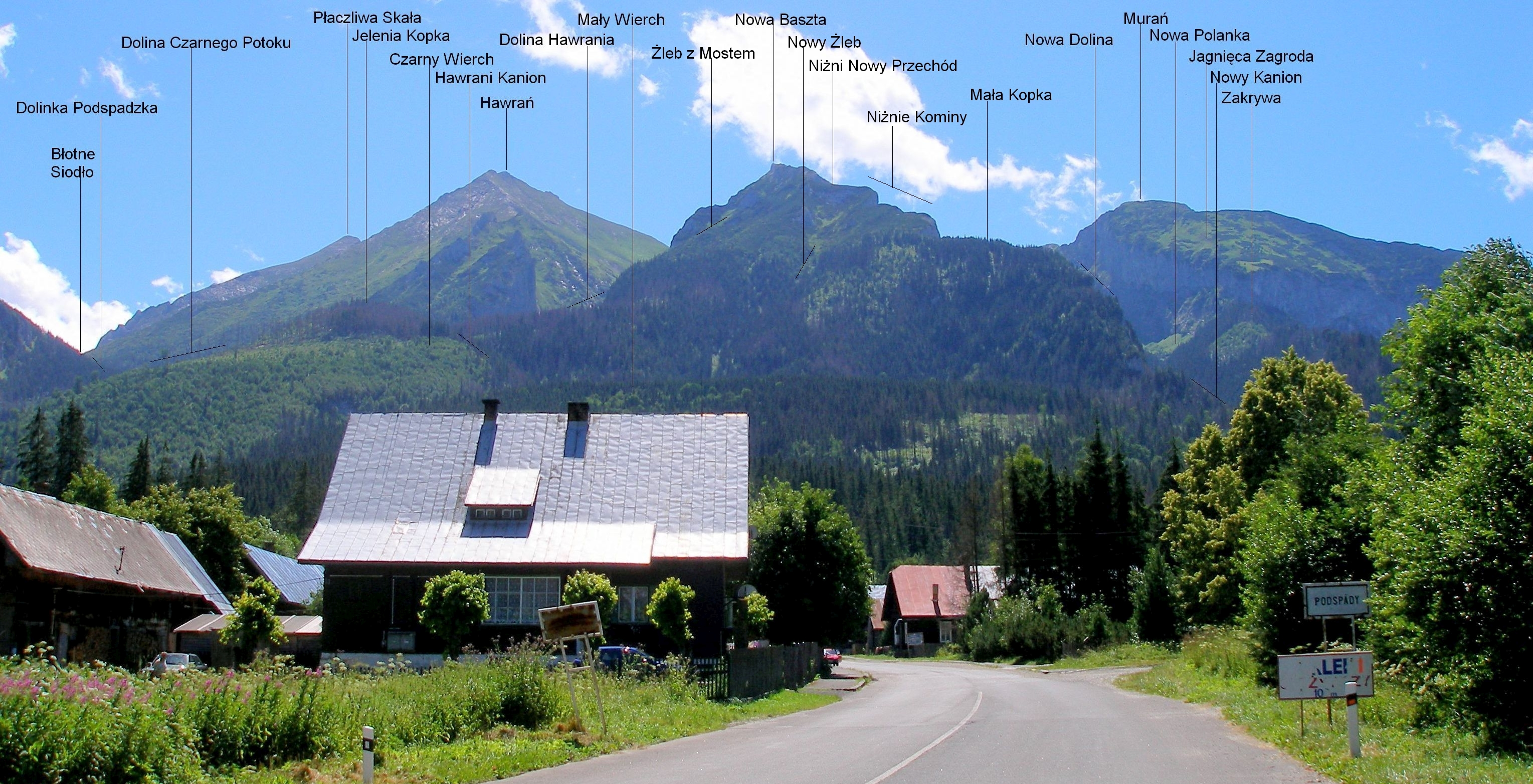
Widok z Podspadów

Mała Kopka – krótki grzbiet będący północnym przedłużeniem Niżnich Kominów w słowackich Tatrach Bielskich. Pomiędzy nimi jest płytkie siodełko, przez które przebiega Bielska Ścieżka nad Reglami. Mała Kopka jest całkowicie porośnięta lasem. Wschodnie stoki są łagodne, zachodnie opadają urwiskiem do Nowej Doliny, nieco powyżej górnej części Nowego Kanionu.
Nazwę utworzył Władysław Cywiński w 4 tomie przewodnika Tatry.